# Grasleitenkopf (Böckstein)
Der Grasleitenkopf ist ein 2377 m ü. A. hoher Berg in der Ankogelgruppe der Zentralalpen im österreichischen Bundesland Salzburg.

## Lage und Umgebung
Der Grasleitenkopf befindet sich in der Katastralgemeinde Böckstein der Gemeinde Bad Gastein und im Nationalpark Hohe Tauern. Zu den Gipfeln in den Umgebung zählen der 2148 m ü. A. hohe Sperauerkopf im Nordwesten und der 2561 m ü. A. hohe Rosskarkopf im Süden. An den südöstlichen Hängen des Grasleitenkopfs liegt der kleine Grasleitensee.

## Geologie
In geologischer Hinsicht ist der Grasleitenkopf von Granitgneis und Orthogneis geprägt. An den unteren südöstlichen Hängen findet sich klastisches Sediment.

## Fauna und Flora
Die Gamswild-Ruhezone Hoher Tauern im Gipfelbereich und an den östlichen Hängen darf von 1. Dezember bis 31. Mai nicht betreten werden. Im Osten gibt es Bestände der Rostblättrigen Alpenrose (Rhododendron ferrugineum). In deren Mitte erstreckt sich ein kleiner Latschen-Buschwald.